# Felixberto Olalia sr.
Felixberto (Ka Bert) Olalia sr. (Bacolor, 5 augustus 1903 – Quezon City, 4 december 1983) was een Filipijns arbeiders- en vakbondsleider.

## Biografie
Felixberto Olalia sr. werd geboren op 5 augustus 1903 in Bacolor in de Filipijns provincie Pampanga. Hij stopte op 16-jarige leeftijd met zijn schoolopleiding om het inkomen van de familie aan te vullen. Na enige tijd voor een rijke familie in Tarlac te hebben gewerkt, vertrok hij met het hele gezin naar Manilla. Daar werkte hij eerst in een schoenenfabriek. Later sloot hij zich aan bij een reizend vaudeville-gezelschap, waarmee hij optrad.
Vanwege de armoede en misstanden die hij overal tegenkwam begon hij zich in te zetten voor de rechten van arbeiders. Hij sloot zich aan bij de vakbond Union de Chineleros y Zapateros de Filipinas, een van de eerste vakbonden in de Filipijnen. Nadat hij enkele jaren lid was geweest werd hij gekozen tot president van de beweging. Eisen die de arbeiders in die tijd hadden waren bijvoorbeeld de invoering van een achturige werkdag in plaats van de twaalfurige werkdag zoals toen nog gebruikelijk was. Ook demonstreerde de arbeidersbewegingen voor Filipijnse onafhankelijkheid. In 1929 werd Olalia lid van de financiële commissie van de Collective Labor Movement, een overkoepelende organisatie voor Filipijnse vakbonden. In 1939 werd hij secretaris-generaal van de Katipunan ng mga Anakpawis sa Pilipinas. Ook werd hij voor de oorlog lid van de Partido Komunista ng Pilipinas, die ongeveer tien jaar daarvoor was opgericht door Crisanto Evangelista. 
Tijdens de Japanse bezetting in de Tweede Wereldoorlog was hij de leider van een Hukbalahap-groep in Manilla. Op 1 mei 1945, kort na de herovering van de Filipijnen door Amerikanen organiseerde hij alweer 1 mei-demonstraties en kort daarop richtte Olalia samen met anderen het Congress of Labor Organisations (CLO) op. Later werd hij uit de communistische partij verbannen. Hij stopte met de CLO, richtte in 1949 Kaisahang Manggagawa (KKM) op en werd ook president van de organisatie. De KKM hield op te bestaan toen Olalia in 1951 werd gearresteerd op verdenking van rebellie. Hij werd in 1954 weer vrijgelaten, waarna hij de Confederation of Labor in the Philippines (CLP) oprichtte. In 1957 vormde hij de National Federation of Labor Unions (NAFLU) en in 1959 volgde Lapiang Malaya.
Toen president Ferdinand Marcos de staat van beleg afkondigde in 1972 was Olalia in China als hoofd van een delegatie van arbeidersbewegingen. Alle leiders van militante vakbonden en andere arbeidersbewegingen werd in die periode opgepakt, waaronder de leiders van de NAFLU. Hoewel hem door China asiel werd aangeboden, keerde Jayme terug naar de Filipijnen. Na aankomst op het vliegveld werd ook hij aangehouden en vijf maanden vastgehouden in Camp Crame op verdenking rebellie. Na zijn vrijlating hervatte hij zijn werk als vakbondsleider. Vanaf 1974 werd een hernieuwde poging gedaan om een overkoepelende vakbondsorganisatie op te vormen. Het resultaat was de oprichting van het Trade Union Congress of the Philippines (TUCP) in december 1975. Oorspronkelijk was het de bedoeling dat Olalia de eerste voorzitter van deze organisatie zou worden. Gaandeweg werd echter duidelijk dat de regering-Marcos veel bemoeienis kreeg binnen de organisatie. Om deze reden liepen Olalia en diverse andere vakbondsleiders weg bij het oprichtingscongres. In plaats daarvan richtte hij in 1980 de Kilusang Mayo Uno (KMU) (1 mei beweging) op. Op 12 augustus 1982 liet Marcos hem daarop arresteren. 
In de gevangenis verslechterde zijn gezondheid. Hij kreeg last van zijn hart en overleed op 4 december 1983 op 80-jarige leeftijd in het V. Luna Hospital aan de gevolgen van een longontsteking. Olalia was getrouwd met Basilia Mariano en kreeg met haar vijf kinderen. Zijn zoon Rolando Olalia werd net als hijzelf een bekend vakbondsleider. Hij werd drie jaar na zijn vaders dood vermoord.